# Ibn Kathīr
Ibn Kathir, Abu l-Fida' Ismaʿil ibn Umar (arabisch أبو الفداء إسماعيل بن عمر بن كثير, DMG Abū l-Fidāʾ Ismāʿīl b. ʿUmar b. Kaṯīr; geb. um 1300 in Bosra; gest.  1373 in Damaskus) mit dem Ehrentitel Imad ad-Din / عماد الدين / ʿImād ad-Dīn / ‚Stütze der Religion‘ war ein  muslimischer Gelehrter in Damaskus.

## Leben
Ibn Kathīr studierte nach dem Tod seines Vaters in Damaskus und erwarb sich einen Ruf als schāfiʿitischer Rechtsgelehrter, Koranexeget und Geschichtsschreiber. Er war der Schüler von Ibn Taimiya und von adh-Dhahabī. Durch seine Heirat der Tochter des damals bekanntesten Gelehrten Syriens al-Mizzi hatte er Zugang zu den wichtigsten Gelehrtenzirkeln des Landes. Im Jahre 1345 wurde er zum Prediger (chatib) der neu gegründeten Moschee in Mizza, am Wohnort seines Schwiegervaters, ernannt. Ab 1366 hatte er das Amt des Koranexegeten in der Umayyaden-Moschee von Damaskus inne.

## Werke
- al-Bidaya wa-n-nihaya / البداية والنهاية / al-bidāya wa-n-nihāya / ‚Der Anfang und das Ende‘ ist eines der bekanntesten Werke der islamischen Geschichtsschreibung, die von der Weltschöpfung nach islamischen Vorstellungen über die Prophetenbiographie bis zum Jahr 1365 reicht und auch die islamischen Auffassungen vom Weltende einbezieht. Die wichtigsten Teile des Werkes betreffen den politischen Alltag zu seiner Zeit. Das Werk ist im Orient mehrfach gedruckt worden, erstmals in Kairo 1932–1939, in 14 Bänden. Die Bekanntheit dieses Werkes ist durch die häufige Erwähnung in späteren Schriften der islamischen Geschichtsschreibung bestätigt.

- تفسير القرآن / Tafsīr al-Qurʾān / ‚Die Koranexegese‘ folgt in ihrer Sure/Vers-Anordnung dem Korankommentar von at-Tabarī und wertet in vier Bänden alte Materialien aus, die beim letzteren z. T. nicht erhalten sind. Der ägyptische Hadith-Gelehrte Ahmad Muhammad Schākir (1892–1958) erstellte von diesem Werk eine Bearbeitung mit dem Titel ʿUmdat at-Tafsīr in fünf Bänden, die in den Jahren 1956–1958 veröffentlicht wurde.

- Fada'il al-Koran / فضائل القرآن / Faḍāʾil al-Qurʾān / ‚Die Vorzüge des Korans‘ war als „Anhang“ zu seiner Koranexegese gedacht. Es beinhaltet auf 58 Druckseiten die Geschichte des Korantextes, seine Sammlung und Aufzeichnung nach dem Tode Mohammeds. Dabei stützt sich der Verfasser überwiegend auf die gleichnamigen Kapitel in den großen kanonischen Hadithsammlungen und kommentiert ihre Inhalte kurz. Ein Register der Hadithe, die Ibn Kathir in seinem Kommentar zitiert, ist in Beirut (2. Auflage 1987) erschienen.

- al-Idschtihad fi talab al-dschihad / الاجتهاد في طلب الجهاد / al-iǧtihād fī ṭalab al-ǧihād / ‚die Anstrengung beim Wunsch nach dem Dschihad‘; verfasst auf Wunsch des Statthalters von Damaskus, um die Vorzüge des Dschihad und des Ribats gegen die Christen an der Mittelmeerküste anhand Koran und Sunna hervorzuheben.

- al-Dschami' / الجامع / al-Ǧāmiʿ / ‚Die Zusammenfassung‘ ist eine groß angelegte Sammlung von Hadithen mit den Namen der Prophetengefährten in alphabetischer Anordnung, die als Vermittler derselben in den sechs kanonischen Sammlungen, im Musnad des Ahmad ibn Hanbal und in kleineren Sammlungen genannt sind. Das Werk diente als Nachschlagewerk im Lehrbetrieb der Traditionswissenschaften.